# Melinis repens
Melinis repens är en gräsart som först beskrevs av Carl Ludwig von Willdenow, och fick sitt nu gällande namn av Georg Zizka. Melinis repens ingår i släktet Melinis och familjen gräs.

## Underarter
Arten delas in i följande underarter:
- M. r. grandiflora
- M. r. maroccana
- M. r. nigricans

## Bildgalleri

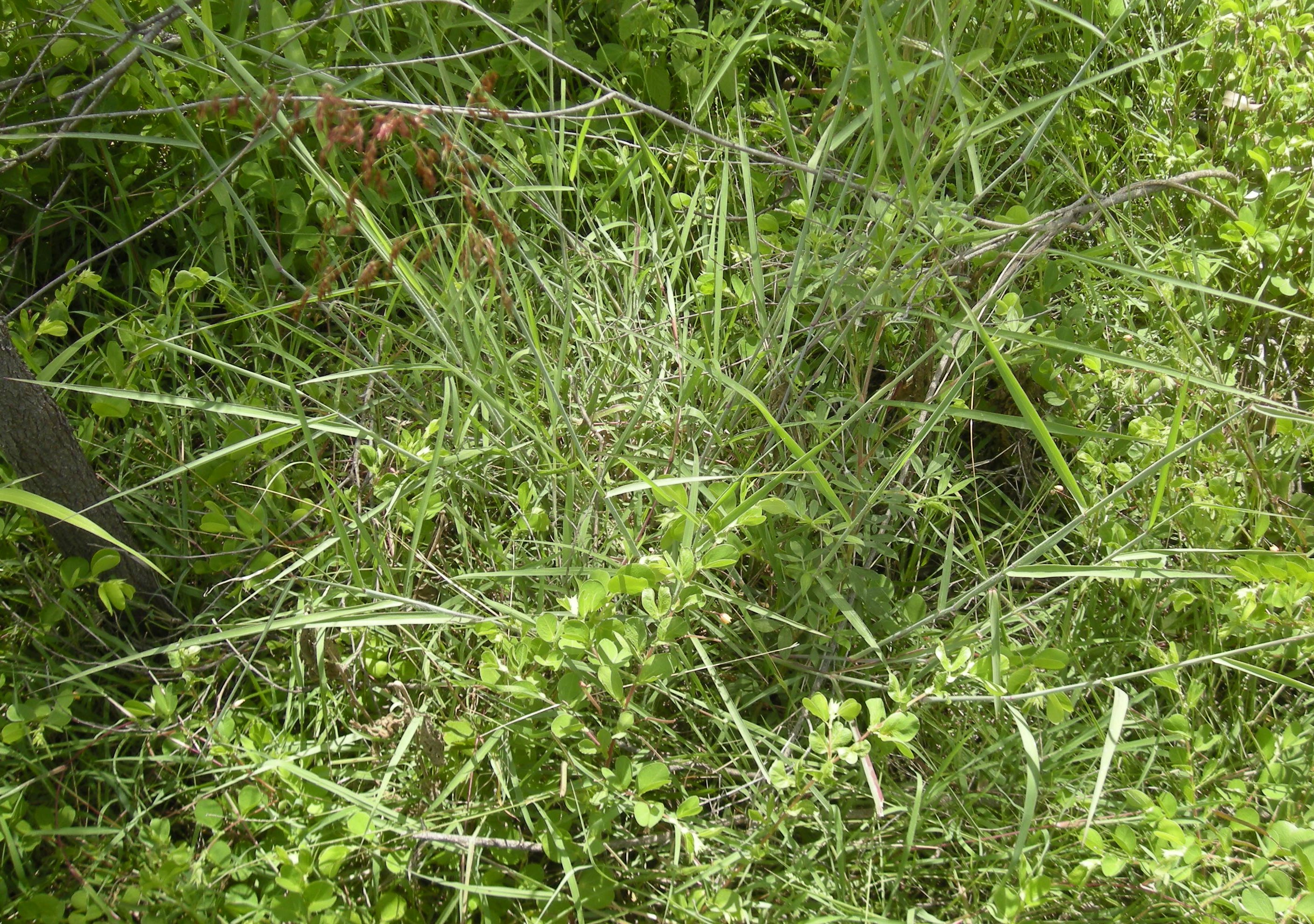
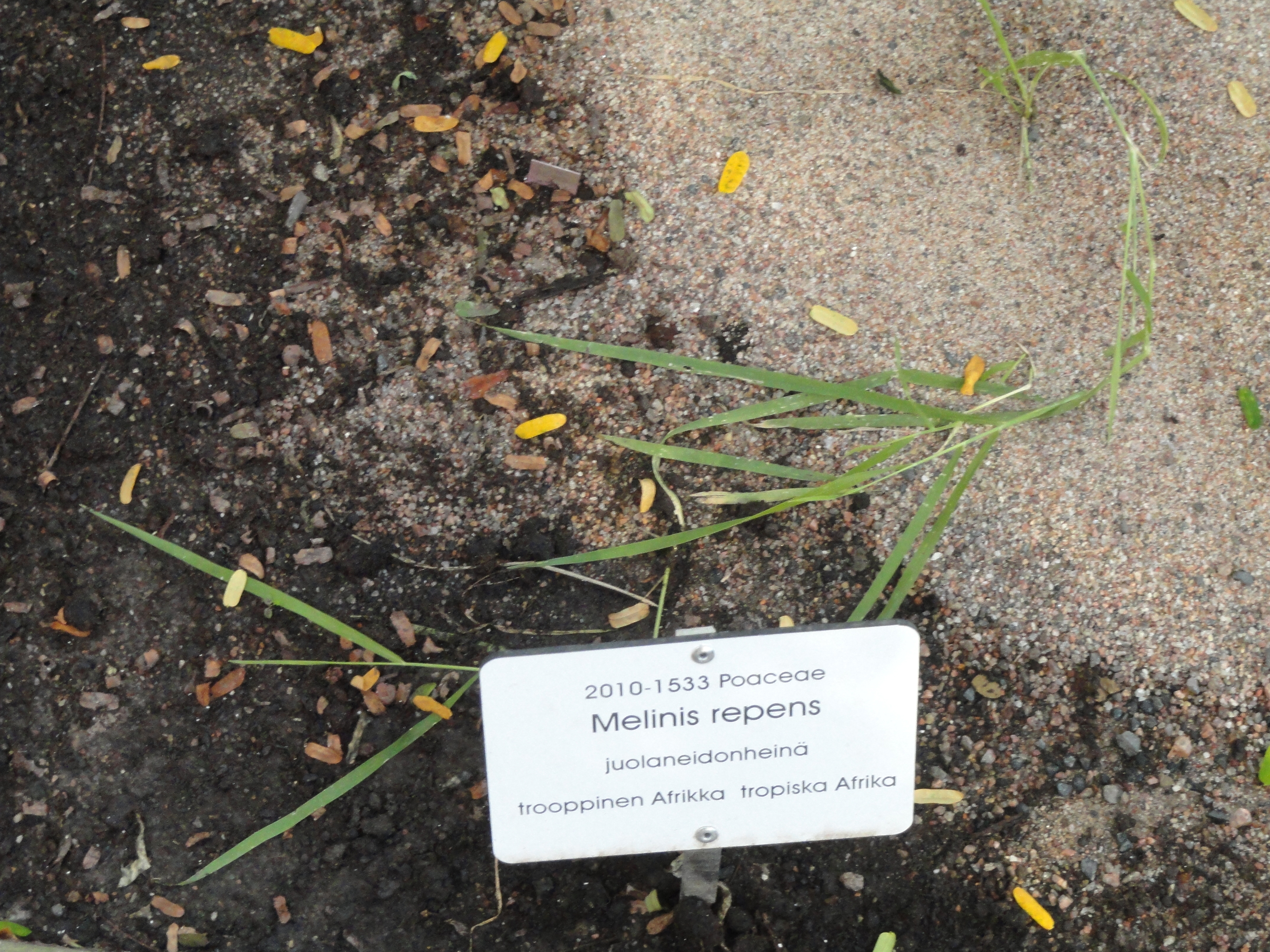
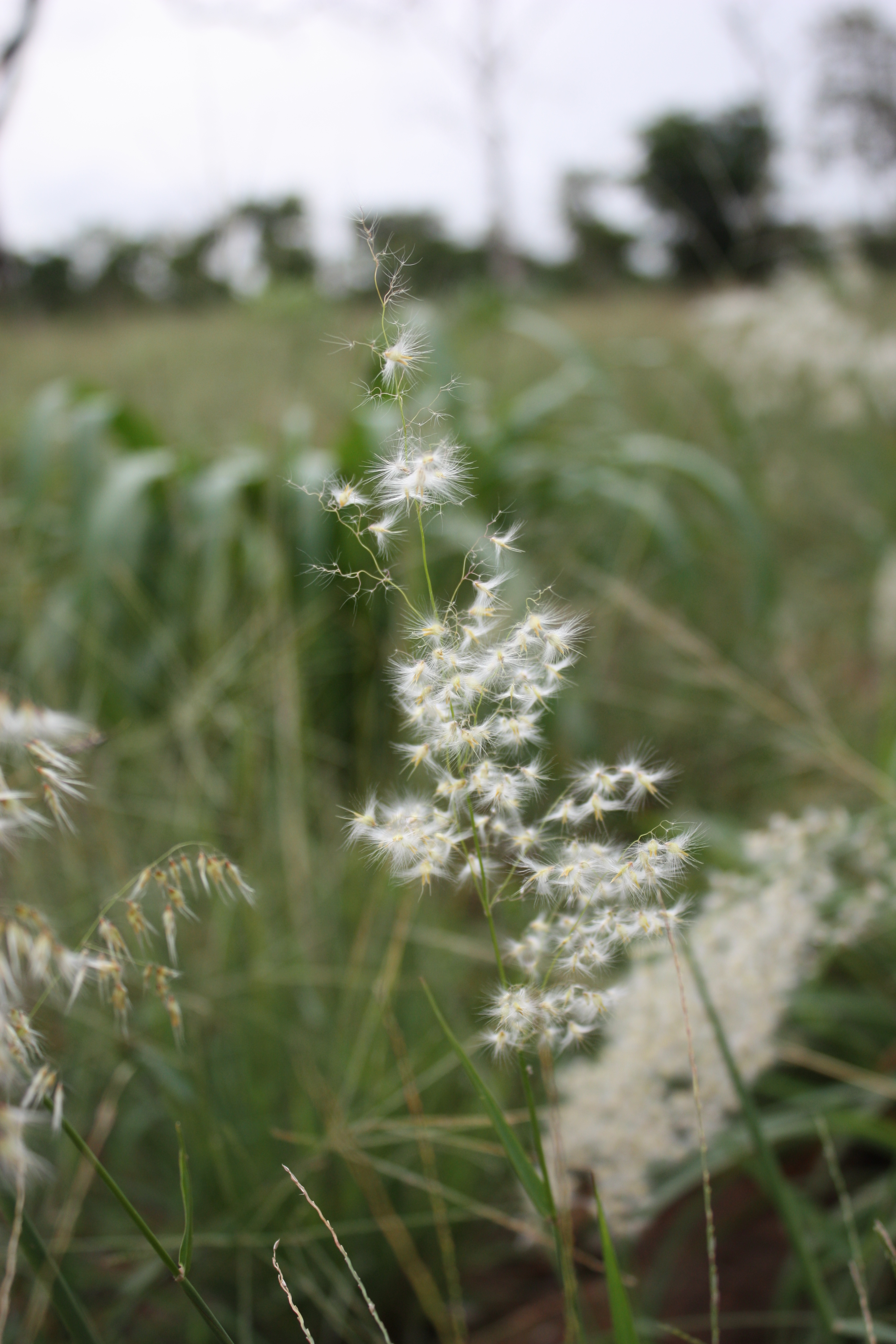
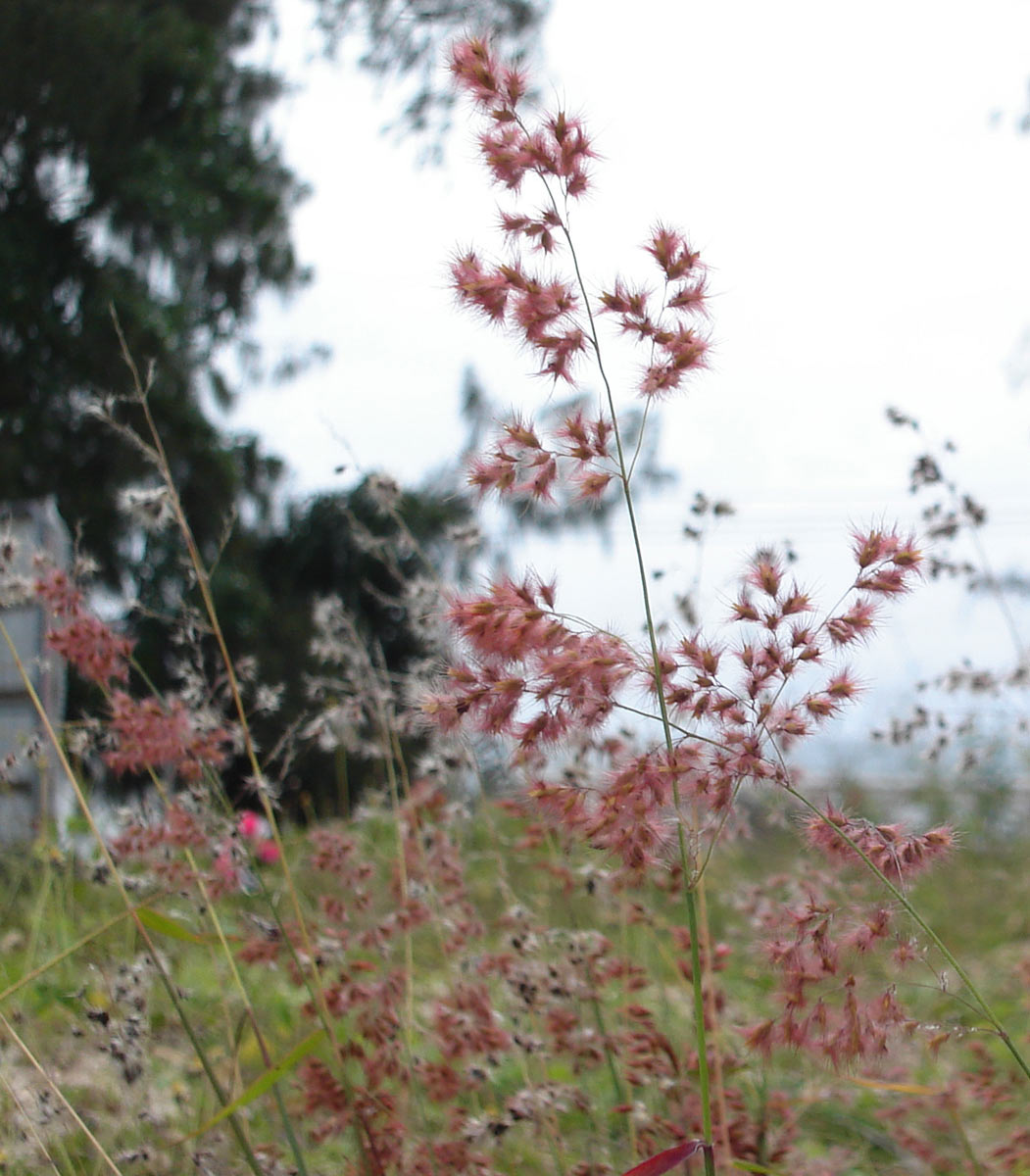
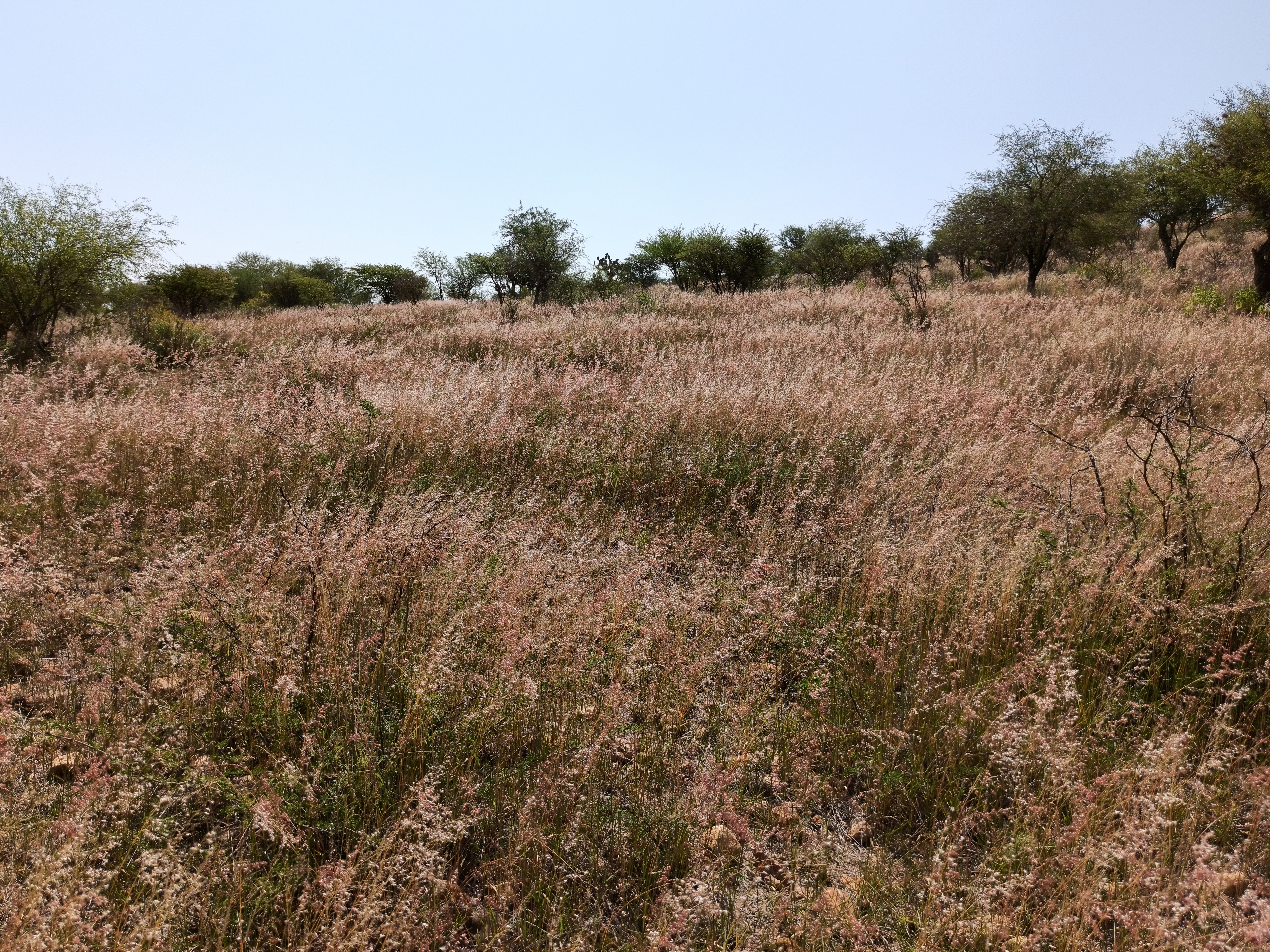